# Castel Campagnano
Castel Campagnano – miejscowość i gmina we Włoszech, w regionie Kampania, w prowincji Caserta.
Według danych na rok 2004 gminę zamieszkuje 1627 osób, 95,7 os./km².